# Binaire X
 (mars 2025).

Le microquasar GRO J1655-40, vue d'artiste (ESA/NASA)

Une binaire X est formée d'une étoile « normale » orbitant autour d'une étoile à neutrons ou d'un trou noir avec une courte période. Le rayonnement X provient de l'énorme quantité d'énergie dégagée par l'accrétion de la matière de l'étoile autour de l'objet compact.

## Scénario de formation
Un scénario simplifié de la formation d'une binaire X massive est le suivant (Tauris & van den Heuvel 2003) : deux étoiles massives (> 12 masses solaires) arrivent sur la séquence principale ; une dizaine de millions d'années plus tard environ, la plus massive est passée la première au stade de supergéante rouge et son enveloppe remplit le lobe de Roche, commençant le transfert de masse vers le compagnon. Plus tard, n'ayant conservé que son enveloppe d'hélium, l'étoile explose en supernova, le cœur s'effondre, la transformant en étoile à neutrons. Le compagnon devenu à son tour supergéante rouge transfère alors sa masse à l'étoile à neutron, et on observe une binaire X. L'histoire ne s'arrêtera pas là : après un épisode où les deux objets auront une enveloppe commune, la secondaire explosera à son tour, pouvant laisser finalement un couple de pulsars.

## Historique
Les binaires X ont un historique très récent, comparé à celui des autres étoiles doubles, et cette histoire suit celle de l'astronomie X en général : l'atmosphère absorbant les rayons X - une chance pour les organismes vivants -, l'astronomie X n'a décollé en pratique qu'avec l'entrée dans l'ère spatiale.
L'histoire commence précisément avec une fusée Aerobee 150 lancée par l'USAF depuis White Sands le 19 juin 1962 à 6h59 GMT avec une durée de vol utile de six minutes jusqu'à un apogée de 224 km. En utilisant des compteurs Geiger installés dans le nez de la fusée, l'équipe de Riccardo Giacconi allait découvrir la source de rayons X la plus brillante du ciel après le Soleil, Scorpius X-1 (Giacconi et al. 1962). Pour en faire la première binaire X connue, il fallut un peu plus de temps. D'abord parce que la localisation imprécise (Scorpius X-1 est située en direction du centre galactique à environ 2,8 kpc) nécessita d'attendre 1966 pour trouver sa contrepartie optique, ensuite parce qu'il fallait mettre en évidence le mouvement orbital. En 1966, Zeldovich & Guseynov notaient que « le mouvement du gaz dans le champ gravitationnel d'une étoile effondrée pouvait produire des rayons X ». Mais, dans l'hypothèse binaire X, qu'un couple puisse survivre à l'explosion en supernova de l'une des composantes était néanmoins surprenant, et ne fut expliqué par l'effet d'un transfert de masse préalable qu'au début des années 70. On estime maintenant que Scorpius X-1 est une binaire X de faible masse (0,42 masse solaire pour l'étoile), orbitant une étoile à neutrons (1,4 masse solaire) avec une période de 18,9 heures (Steegs & Casares 2002). 
Les vols de fusées Aerobee suivants allaient permettre d'augmenter peu à peu le nombre de sources X connues, en particulier Cygnus X-1 (Bowyer et al. 1965), une binaire X distante de 2,5 kpc. Elle est maintenant connue comme formée de la supergéante O9.7 Iab HDE 226868 d'environ 20 masses solaires orbitant un objet compact avec une période de 5,6 jours, sans doute un trou noir puisque sa masse semble se trouver autour de 10 masses solaires (Herrero et al. 1995).
Les connaissances allaient encore pouvoir progresser avec l'avènement de l'ère des satellites X, offrant une plus longue durée d'observation, une plus large couverture spectrale, différents instruments et une meilleure résolution angulaire. Herculis X-1 est une binaire X, détectée avec le premier satellite destiné à l'astronomie X, Uhuru, en 1971. Elle est constituée d'une étoile à neutron en rotation avec une période de 1,24 s orbitant un compagnon stellaire avec une période de 1,7 jour. La présence d'éclipses prouva alors de manière indubitable le caractère binaire de cet objet.
Plusieurs autres satellites ont ensuite été lancés (par ex. ROSAT, XMM-Newton, Chandra) : on connaît maintenant environ 175 binaires X, dont des données complémentaires sont acquises au sol. Les binaires X sont un sujet de recherche très actif : véritables laboratoires de physique de hautes énergies, elles révèlent le comportement dans des conditions physiques extrêmes (matière dégénérée, très forts champs magnétiques, comportement relativiste) de couples stellaires serrés.

## Désignation
Comme pour les autres étoiles, les binaires X peuvent avoir différentes désignations :
- les premières ont été notées sous la forme Constellation X-nombre (par ex. Cyg X-1) ;
- sinon c'est le nom dans un des catalogues dans lequel elles sont répertoriées. Pour Uhuru : nU HHmm+DDd (par ex. 4U 0114+65) ; pour ROSAT : RX JHHMMSS.s+DDMMSS ou RX JHHMM.m+DDMM ou RX JHHMMSS+DDMMm, etc. ;
- naturellement, les sources associées à des contreparties optiques héritent de toutes les désignations déjà connues (4U 0114+65 = V* V662 Cas = HIP 6081 = 1XRS 01147+650 = ...).

## Classification
En dehors du type de l'objet compact primaire (étoile à neutrons / trou noir), la principale classification observationnelle est basée sur la masse du compagnon stellaire, telle qu'on peut l'estimer soit par la fonction de masse mesurée, soit via le type spectral du compagnon, soit par similarité du rayonnement X avec un autre couple connu :
- si l'étoile « normale » est de masse comparable ou plus petite que celle du soleil, on parle de binaire X à faible masse (low-mass X-ray binary, LMXB). On les trouve préférentiellement dans le bulbe galactique et dans des amas globulaires ;
- si l'étoile a une masse supérieure à 5 masses solaires environ, on parle de binaire X à forte masse (high-mass X-ray binary, HMXB). Population plus jeune, on les trouve dans les bras spiraux. Les périodes orbitales sont plutôt longues (1-200 jours).

On rencontre également les types suivants :
- sursauteur X : dont l'origine pourrait provenir d'explosions thermonucléaires sur la surface de l’objet compact, montrant que l'on a affaire à une étoile à neutrons et non à un trou noir
- nova X ou sources transitoires X molles (SXT) : le nom provient du fait que la courbe de lumière est similaire à celle d'une nova dans le domaine optique, avec des longues phases calmes entrecoupées de phases actives ;
- microquasar : on observe des jets de matière éjectés à une vitesse proche de celle de la lumière.

## Masses et luminosités
Les masses ou fonctions de masses peuvent éventuellement être calculées de plusieurs manières différentes suivant les caractéristiques de la binaire X :
- pour les sources émettant un signal périodique, cf. binaire TTL quant à la manière d'obtenir une indication de la masse. C'est le cas par exemple des étoiles à neutrons dont l'axe magnétique n'est pas aligné avec l'axe de rotation, causant une modulation périodique dans l'observation du flux X ;
- pour les autres, la spectroscopie dans l'optique ou l'infrarouge peut permettre d'obtenir la vitesse radiale, et c'est le cas de Cygnus X-1 (Steegs and Casares 2002), voir binaire spectroscopique pour la méthode permettant d'obtenir une estimation de la masse ;
- quand la période orbitale est courte, la probabilité que l'on puisse observer des éclipses est augmentée, voir binaire à éclipses.

Les estimations de la masse sont néanmoins plus compliquées que pour les binaires normales (corrections relativistes, changements de période, etc). Ces déterminations de masse sont cependant importantes car elles fournissent une des seules méthodes pour peser un trou noir stellaire.
Dans le cadre d'une LMXB, la luminosité d'accrétion est {\displaystyle GM_{1}{\dot {M}}/R_{1}\sim 0,\!1{\dot {M}}c^{2}} où M1 R1 sont les masse et rayon de l'objet compact et {\displaystyle {\dot {M}}} le taux d'accrétion (Hameury 2001) ; la luminosité dans le visible est 100 à 10 000 fois plus petite qu'en X. 
Certaines des binaires X peuvent atteindre la luminosité d'Eddington, valeur limite à laquelle la pression de radiation limite l'accrétion de matière pour une étoile d'une masse solaire.

## Instruments d'observation
- Des fusées comme l'Aerobee 150 ont d'abord été utilisées. Des ballons, offrant une plus longue durée d'observation, ont ensuite servi dans les années 1970.
- Les satellites comme Uhuru (1970), Einstein (1978), ROSAT (1990), ASCA (1993), RXTE (1995), XMM-Newton (1999), Chandra (1999) ont pu ou peuvent observer sur un large spectre et pendant un temps beaucoup plus long.